# 大路站
大路站位于甘肃省永登县，建于1953年。是兰新铁路的一个车站，距离兰州站58公里。该站隶属于兰州铁路局。客运：办理旅客乘降;行李、包裹托运;货运：办理整车货物发到;不办理危险货物发到，为四等车站。